# 結婚への扉
『結婚への扉』（けっこんへのとびら）は、1973年4月25日から1974年3月27日までTBS系列局で放送されていたTBS製作の恋愛バラエティ番組である。放送時間は毎週水曜 20:00 - 20:55 （日本標準時）。

## 概要
毎回結婚を望む未婚の男女50人をスタジオに招いていた視聴者参加型番組である。司会は元NHKアナウンサーの藤倉修一が、アシスタントは古今亭志ん朝と末広真樹子が務めていた。
番組は、参加者各自があらかじめ提出した情報をもとに、コンピュータを使って理想のカップルを探し出していた。さらに誕生したカップルには、婚約・結婚式・新婚旅行に至るまで徹底的にバックアップしていた。

## 前後番組
| TBS系列 水曜20:00枠                            | TBS系列 水曜20:00枠                          | TBS系列 水曜20:00枠                       |
| 前番組                                         | 番組名                                       | 次番組                                    |
| ---------------------------------------------- | -------------------------------------------- | ----------------------------------------- |
| わが家は11人 （1973年1月10日 - 1973年4月17日） | 結婚への扉 （1973年4月25日 - 1974年3月27日） | 事件狩り （1974年4月3日 - 1974年9月18日） |